# Fun House
Fun House és una obra realitzada per Richard Hamilton, John McHale i John Voelcker l’any 1956. Els materials utilitzats per a la creació d’aquesta obra són fusta, metalls i altres materials, i les dimensions són de 415 x 600 x 300 cm.
L’obra forma part de l'exposició col·lectiva This is Tomorrow, on van participar once grups compostos per arquitectes, artistes i crítics, els quals mostraven una nova estètica controlada per les noves tecnologies i els mitjans de comunicació i integrada en la vida contemporània, allunyant-se de la visió acadèmica i elitista.
Aquesta obra va ser reconstruïda l’any 1987 per Richard Hamilton i la va donar a l'IVAM l’any 1995. És una obra clau en l'evolució de l'Art Pop, incorporant imatges com, per exemple, de Marilyn Monroe però, sobretot, pel cartell que van escollir: Just what is it does makes todays homes son different, so appealing?, del mateix Richard Hammilton.
Fun House és una peça que conté referències de la cultura de consum característica de la postguerra i que influeix en el desenvolupament de l'Art Pop sent calificada com “una exaltada obra de carnaval” i que vol criticar l'excés d’imatges i el nombre creixent de l’oferta d’oci i les mercaderies derivades de la cultura de consum.